# Friedrich von Römer

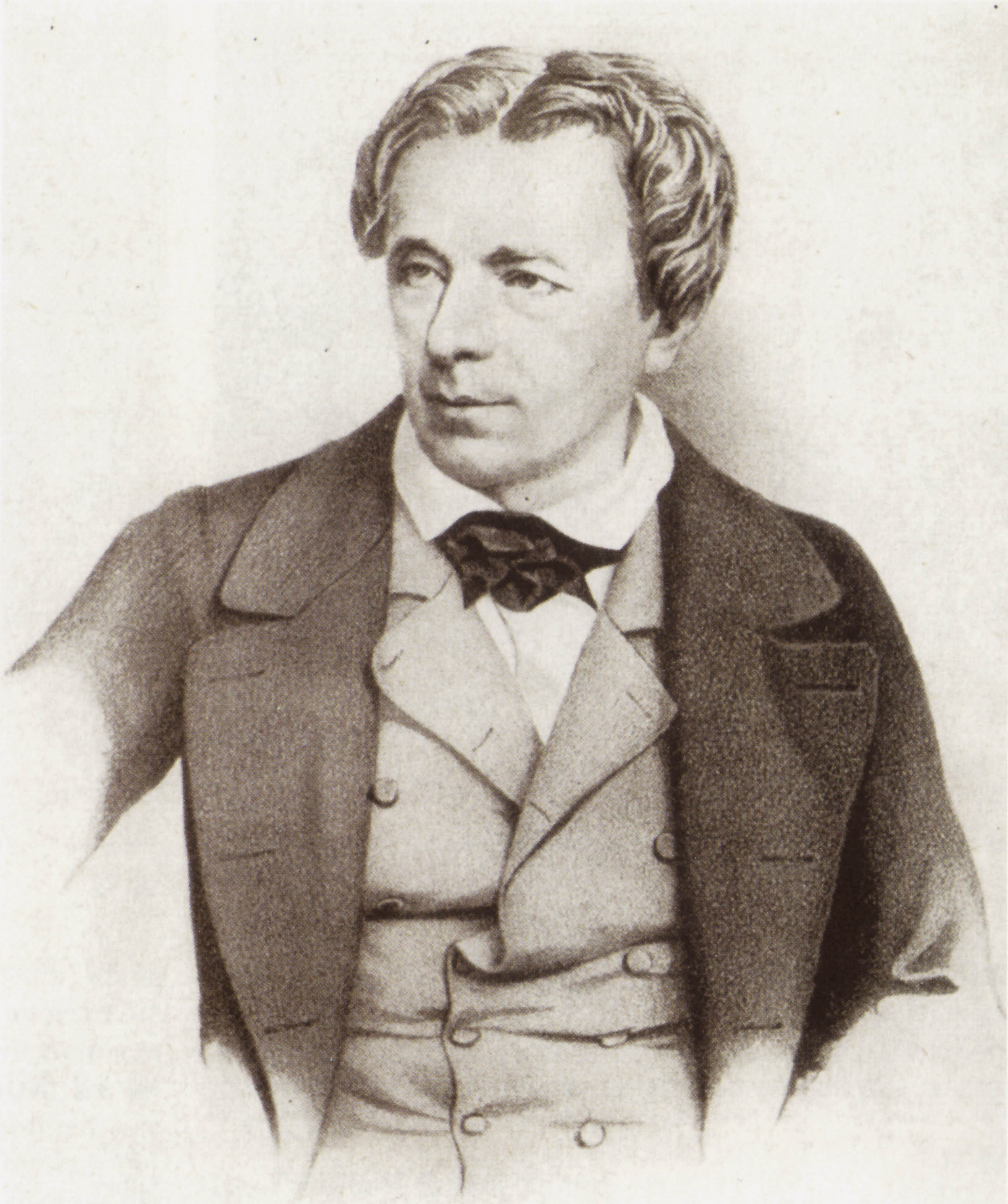
Friedrich Römer 1848. Lithographie nach einer Zeichnung von Valentin Schertle.

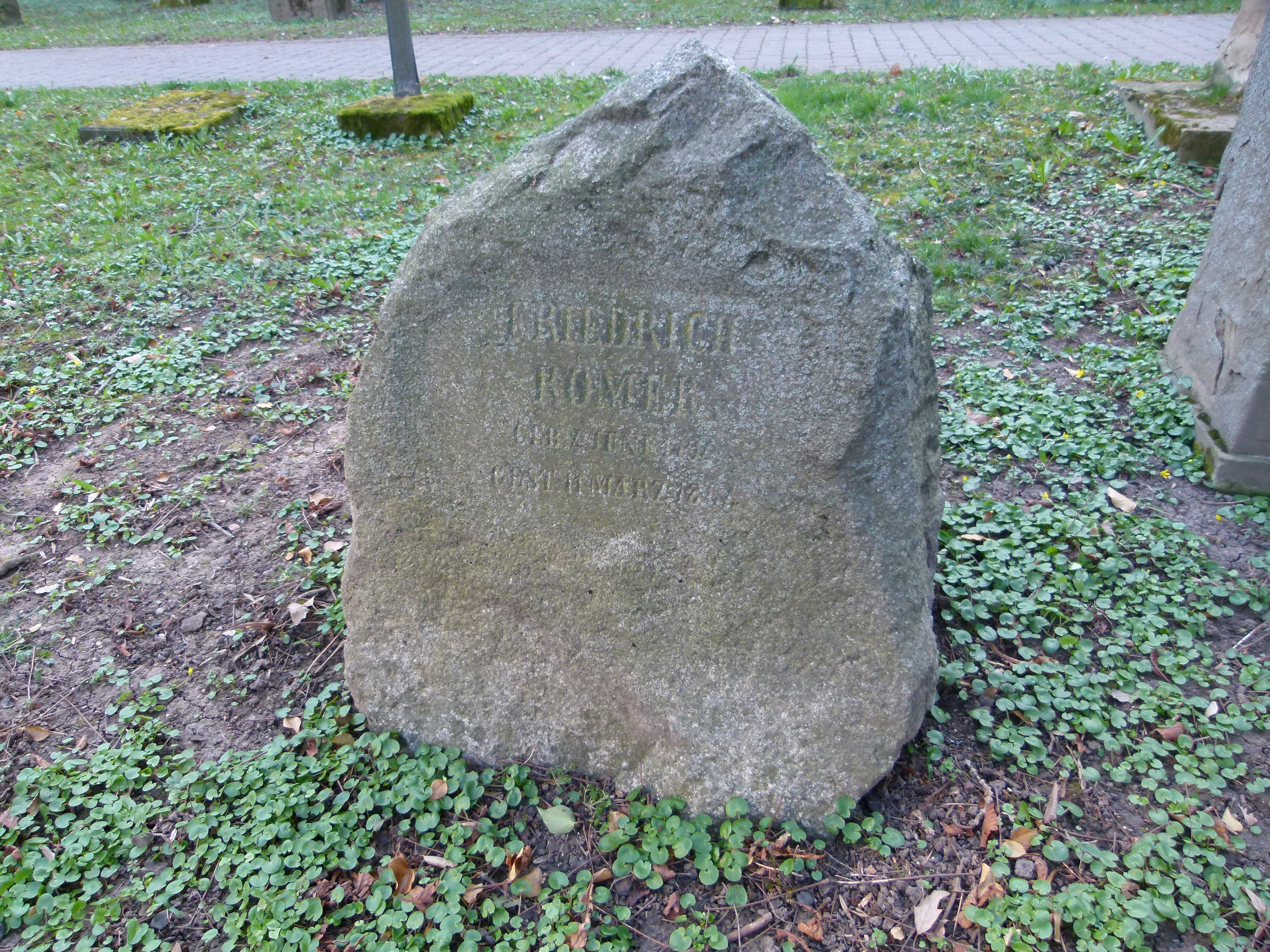
Grab von Friedrich Römer auf dem Hoppenlaufriedhof in Stuttgart

Christof Gottlob Heinrich Friedrich Römer, seit 1852 von Römer, (* 4. Juni 1794 in Erkenbrechtsweiler; † 11. März 1864 in Stuttgart) war ein liberaler deutscher Politiker.

## Leben
Römer, Sohn des Pfarrers Günther Eberhard Römer (1755–1834), begann 1812 ein Studium der evangelischen Theologie an der Universität Tübingen. Während seiner Studienzeit wurde er 1813/14 zum Militärdienst eingezogen. Nach seiner Rückkehr immatrikulierte er sich 1814 erneut in Tübingen, nun als Studierender der Rechtswissenschaften (stud. jur), und wurde 1815 Mitglied des Corps Würtembergia. Zuvor war er bereits 1814 der Stiftsverbindung Hellenia beigetreten.  Im Jahr 1816 wurde er aufgrund „landsmannschaftlicher Umtriebe“ im Zusammenhang mit einer Duelluntersuchung von der Universität relegiert. Später kehrte er zurück und legte erfolgreich sein Abschlussexamen ab.
Nach Tätigkeiten in der Militärjustiz, zuletzt als Kriegsrat, trat er 1833 aus dem Staatsdienst aus, da ihm als Beamten die Wahrnehmung seines Abgeordnetenmandats verweigert wurde und arbeitete als Anwalt. Von 1833 bis 1838 und dann wieder von 1845 bis 1848 gehörte er dem württembergischen Landtag an.
Als einer der führenden süddeutschen Liberalen nahm er an der Heppenheimer Tagung und der Heidelberger Versammlung der 51 teil. Er gehörte dem Siebenerausschuss an, der die Einberufung des Vorparlaments und die Frankfurter Nationalversammlung vorbereitete.
Im März 1848 wurde er im Rahmen der Märzrevolution zum württembergischen Justizminister berufen und führte faktisch die Regierungsgeschäfte der Stuttgarter Märzregierung. Durch seine Bemühungen nahm Württemberg am 28. April 1849 als erstes Königreich die Reichsverfassung an.
1848 wurde er zum Ehrenbürger der Stadt Stuttgart ernannt; sowohl das Schreiben der städtischen Delegation, die ihn in Frankfurt aufsuchte, als auch das Dankschreiben Römers sind im Stadtarchiv Stuttgart im Original erhalten.
1848 war er Mitglied des Vorparlaments. Vom 18. Mai 1848 bis zum 6. Juni 1849 war er fraktionsloser Abgeordneter für Göppingen in der Frankfurter Nationalversammlung. Er gehörte unter anderem dem Verfassungsausschuss an. Im Mai 1849 organisierte er den Umzug der gescheiterten Nationalversammlung von der Frankfurter Paulskirche in das Stuttgarter Ständehaus (Rumpfparlament). Da die dort gefassten Beschlüsse allerdings die württembergische Autonomie in Frage stellten und eine Bedrohung für die Integrität des Landes darstellten, war seine Abgeordnetentätigkeit nicht mehr mit seiner Rolle als Justizminister des Königreichs Württemberg zu vereinbaren. Daher legte er sein Abgeordnetenmandat nieder, entzog dem erst seit dem 6. Juni tagenden Rumpfparlament am 8. Juni 1849 den Tagungsort und wies die Versammlung am 17. Juni aus Württemberg aus. Von der Linken wurde er daraufhin als Totengräber der Frankfurter Nationalversammlung angefeindet.
Nach seinem Ausscheiden aus der Regierung im Oktober 1849 wurde er 1850 wieder Mitglied des württembergischen Landtags, dem er bis 1863 angehörte. Sein Nachfolger als neuer leitender Minister wurde Johannes von Schlayer.
Römer war zweimal verheiratet und hatte vier Kinder aus erster und acht Kinder aus zweiter Ehe. Eines seiner Kinder aus der ersten Ehe war der Rechtswissenschaftler und Politiker Robert Römer, ein Sohn aus zweiter Ehe war der Rechtsanwalt Max Römer (MdR). Seine zweite Frau Lydia Schott war die Tochter von Albert Schott, der 1849 in Stuttgart an der Spitze des Zuges der Parlamentarier bei der Sprengung des Rumpfparlaments stand.